# Marlon Brando
Marlon Brando Jr. (Omaha, 3 de abril de 1924-Los Ángeles, 1 de julio de 2004) fue un actor estadounidense de cine y teatro. Su formación e instrucción teatral fue llevada a cabo por Stella Adler, una de las más prestigiosas profesoras que desarrollaron el sistema Stanislavski en Nueva York (véase actuación de método); algunos sábados acudía al Actor's Studio interesado en las clases de Elia Kazan. Se convirtió en actor de teatro a mediados de la década de 1940 y en actor de cine a comienzos de los años 1950. A lo largo de su carrera recibió múltiples reconocimientos por sus logros artísticos, entre ellos dos premios Óscar al mejor actor —por On the Waterfront (1954) y El padrino (1972)—, dos Globo de Oro y tres BAFTA.
Se hizo mundialmente conocido en la década de 1950 por sus intervenciones en películas como Un tranvía llamado Deseo (1951), Viva Zapata! (1952), Julio César y On the Waterfront (1954), entre otras. Posteriormente, su trabajo en el cine comenzó a ser más esporádico, si bien recuperó pujanza con filmes hoy míticos como El padrino, El último tango en París (1972) y Apocalypse Now (1979). Su breve papel en Superman (1978) fue muy comentado por los cuatro millones de dólares que cobró por solamente diez minutos de aparición en pantalla. Su última película fue The Score (2001).

## Biografía

### Primeros años

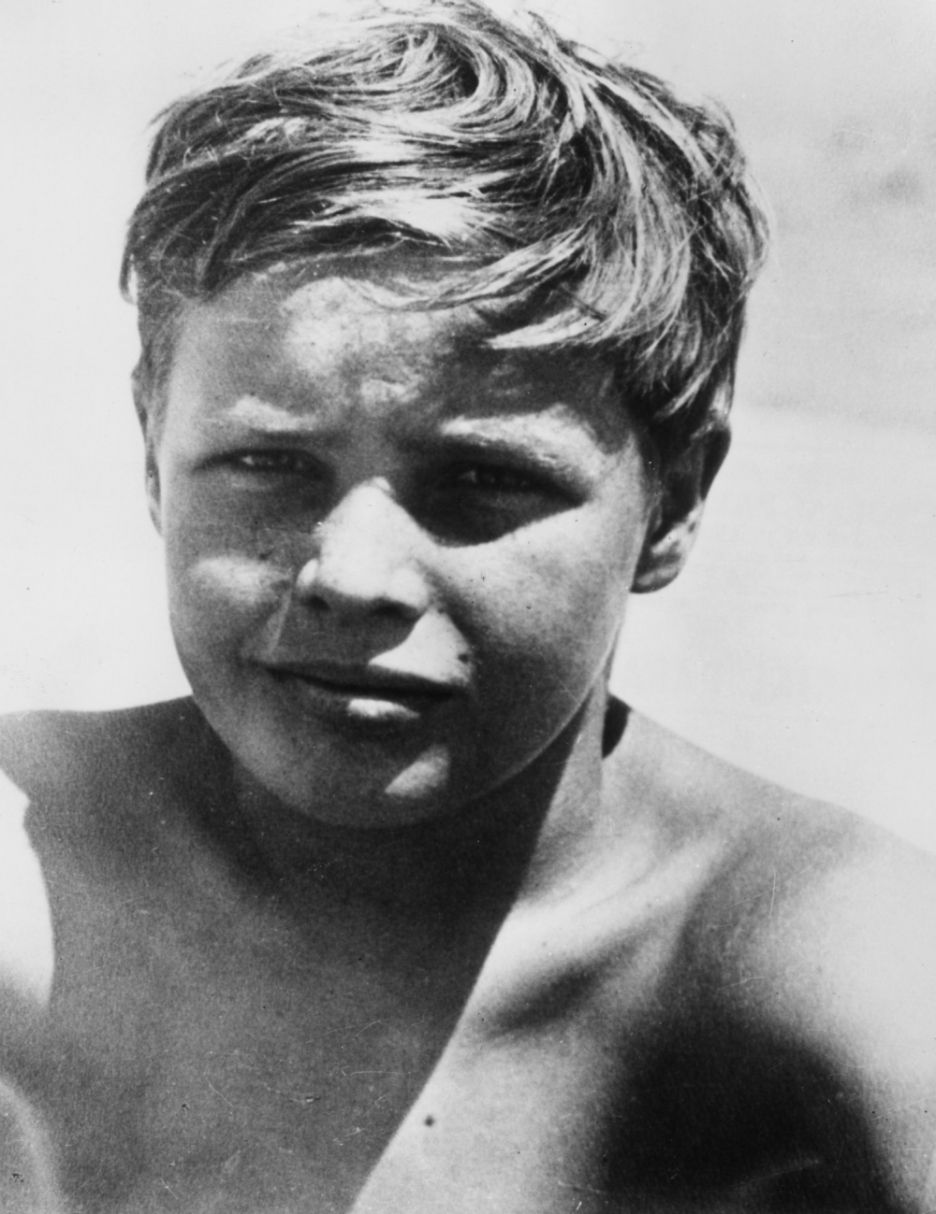
Brando c. 1934

Nació y creció en Omaha, en el estado de Nebraska, con el nombre de Marlon Brando, al igual que su padre, el productor Marlon Brando, Sr. Su madre era actriz y trabajaba en teatros locales. Ella significó una importante fuente de inspiración para su hijo. Brando tuvo desde pequeño el don de observar a la gente e imitar sus gestos hasta el extremo. Fue un adolescente rebelde, por lo que fue expulsado de varios colegios. Su padre lo reprendía por ello, pero le animó a buscar su propio camino. Brando se marchó a Nueva York, donde estudió interpretación en la The New School y después en el famoso Actor's Studio.
Terminada su formación, comenzó a trabajar en varios teatros de temporada, hasta que en 1944 consiguió un papel en Broadway en I remember Mamma a la que seguiría Candida, de George Bernard Shaw. En 1946 y antes de hacerse un nombre en el círculo teatral, llamó la atención en una pequeña obra llamada Truckline Cafe. La actuación de Brando fue tan realista que la crítica Pauline Kael llegó a creer que el actor estaba sufriendo un ataque real en el escenario. Pocos años después se convirtió en una estrella del teatro cuando interpretó la obra de Tennessee Williams Un tranvía llamado deseo, dirigida por Elia Kazan. Brando sabía que Williams estaba realizando entrevistas para elegir los actores para su obra y le hizo una prueba, gracias a la que obtuvo el papel protagonista.

### Carrera cinematográfica

#### Primeros roles

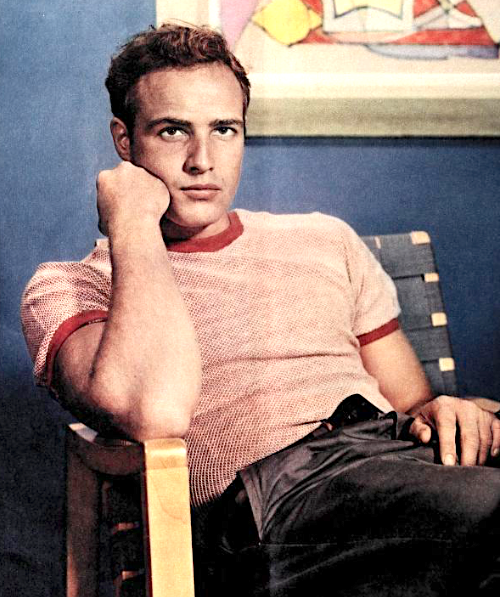
Marlon Brando en 1950.

Su primera aparición en el cine fue en 1950, en la película The Men, una historia sobre veteranos de guerra que terminaron con alguna discapacidad. Fiel a su método de analizar a los personajes que interpretaba para actuar en consonancia con ellos, Brando pasó un mes en un hospital militar para preparar su papel.
El actor interpretó a un soldado herido en batalla, paralizado de cintura para abajo. En este primer filme, logró impresionar con una interpretación sensible e introspectiva. En los primeros años en el cine, Brando manifestó una falta de interés total por las convenciones de la industria cinematográfica, actuando según su propio criterio. Con ello influyó sobre otros actores como James Dean, Paul Newman, y más tarde también Al Pacino, Jack Nicholson y Robert De Niro.

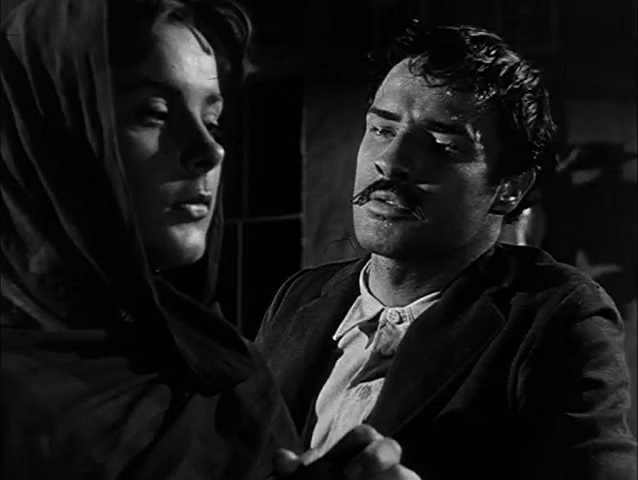
Marlon Brando y Jean Peters en un fotograma del avance de la película de 1952 ¡Viva Zapata!.

Brando tuvo un éxito mucho mayor cuando actuó en la película de 1951 Un tranvía llamado deseo, basada en la obra teatral que ya había interpretado. En el filme compartió roles con Vivien Leigh, Karl Malden y Kim Hunter. Fue nominado al Óscar como mejor actor principal por esta película, y los tres años siguientes recibió otras tantas nominaciones por su actuación en Viva Zapata, Julio César y On the Waterfront (La ley del silencio). Por esta última Brando ganó el Óscar de Hollywood.
Debido a estos éxitos, la carrera de Brando siguió en ascenso. En los años siguientes, intervino en varias películas de géneros diversos, incluida la comedia, como en La casa de té de la luna de agosto, en la que da vida a un japonés que hace de intérprete para las fuerzas de ocupación americanas. Sin embargo, al final de la década de 1960, sus interpretaciones comenzaron a decaer. Brando parecía haber perdido su fuerza expresiva y las pautas que él mismo se había marcado en su trabajo y que tan buen resultado le habían dado.
A pesar de todo, en la década de 1960, trabajó en películas relevantes como Rebelión a bordo, donde interpreta a un Fletcher Christian atormentado entre la honra y la decencia superando a la versión anterior de 1935 con Clark Gable. En 1961, por primera y última vez, dirigió y protagonizó junto a Karl Malden la película El rostro impenetrable, una obra notable que recibió la Concha de Oro en el Festival Internacional de cine de San Sebastián. También participó en La jauría humana, de Arthur Penn; Reflejos en un ojo dorado, de John Huston y La condesa de Hong Kong, dirigida por Charles Chaplin y donde tuvo por pareja a Sophia Loren.

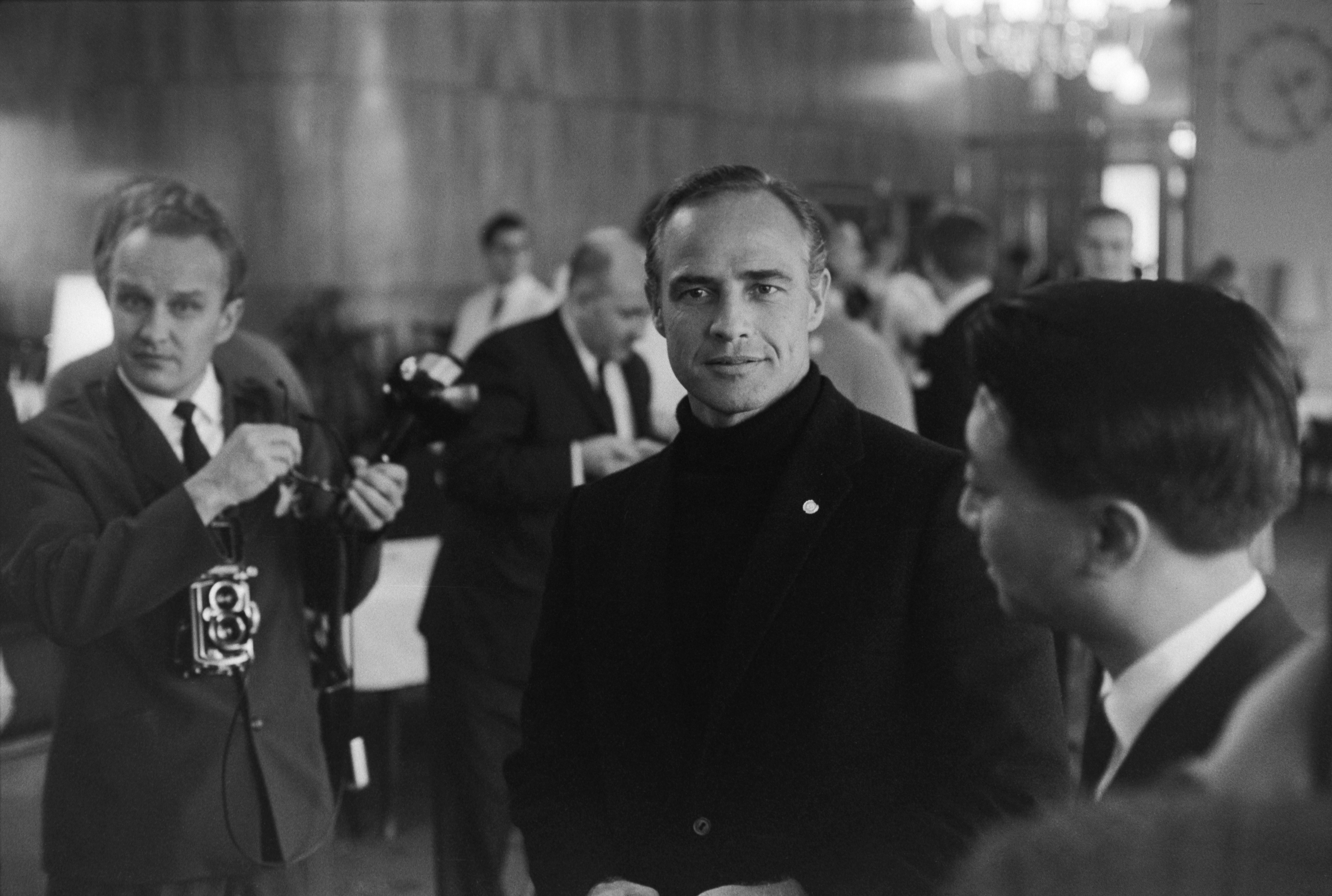
Fotografía del actor estadounidense Marlon Brando durante su visita a Finlandia. Aquí en el vestíbulo de Hotelli Vaakuna.

#### Declive
A comienzos de la década de 1970, la apariencia de Marlon Brando cambió de una figura atlética a una persona con tendencia a la obesidad y aspecto ermitaño, algo decadente, casi irreconocible. Los productores no se interesaban en trabajar con Brando para nuevos roles ni él tampoco se interesaba en hacerlo, salvo que su situación económica le demandara salir a buscar a un agente que lo representara ante los productores o mover su red de contactos. Vivía una vida apartada en su isla privada en Tahití.

#### Vito Corleone y últimos roles

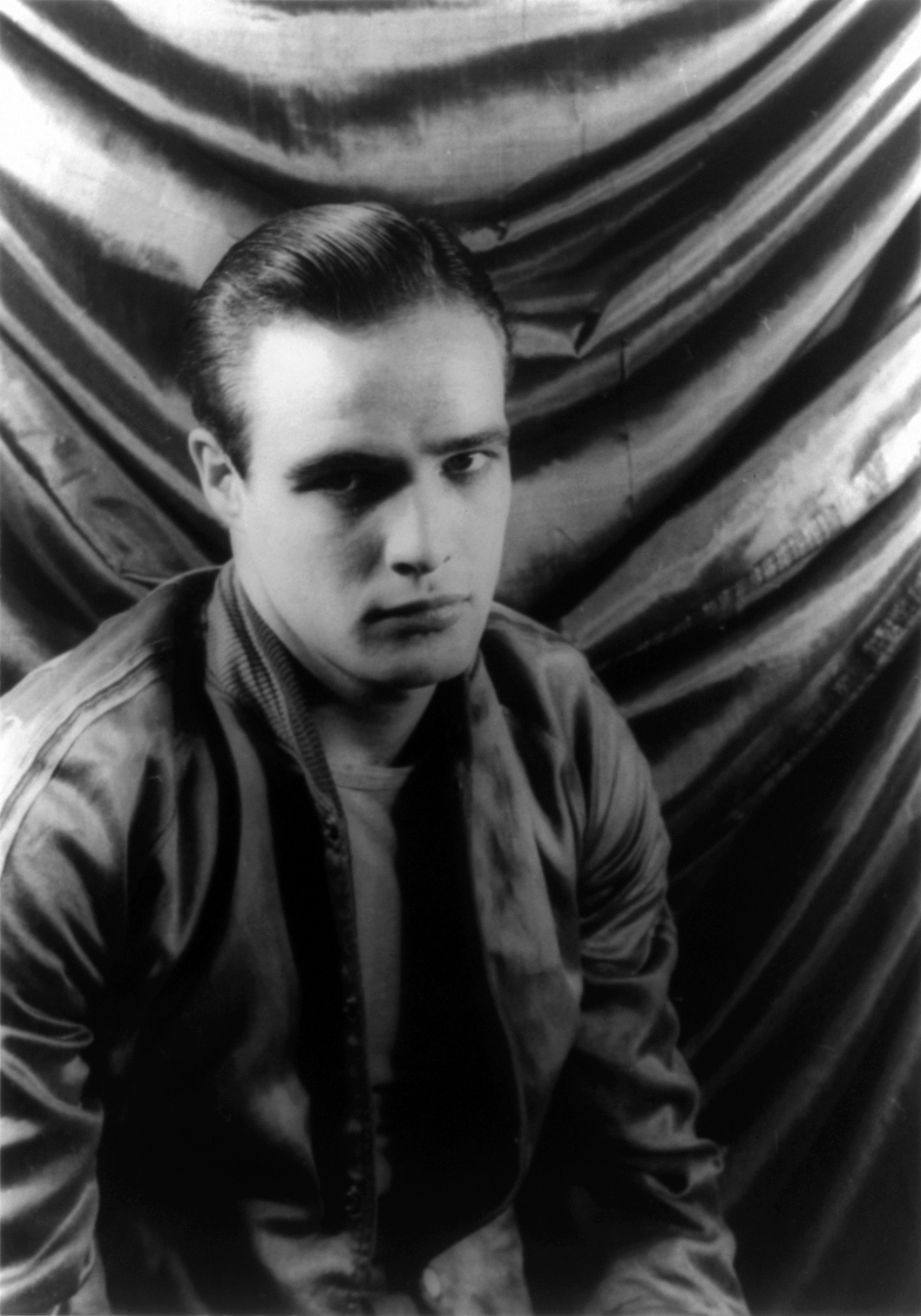
Marlon Brando, actor que representó a Don Vito en El padrino.

A principios de los años setenta, se le presentó la oportunidad de interpretar al jefe de una familia mafiosa en El padrino, basado en una novela de Mario Puzo. Fue Brando quien insistió en que se hiciera una prueba filmada del personaje interpretado por él, y se ocupó personalmente del maquillaje. El director Francis Ford Coppola quedó impresionado por Brando caracterizado como Vito Corleone y tuvo que luchar por convencer a los productores para que aceptasen a Brando para este papel.
Por esa interpretación Brando consiguió su segundo Óscar. En esta ocasión Brando rechazó el Óscar, la segunda vez en la historia de Hollywood que un actor hacía esto (la primera vez la había rechazado el actor George C. Scott). En lugar de recoger el premio, Brando envió a la ceremonia a una actriz estadounidense de quien se hacía pasar por indígena llamada Sacheen Littlefeather, que se manifestó en contra del tratamiento que recibía su pueblo en las películas de Hollywood y por los acontecimientos que ocurrían por aquel entonces en Wounded Knee. En apoyo al pronunciamiento de Littlefeather, Brando se manifestó diciendo: «Me pareció absurdo ir a la ceremonia de entrega de los premios. Resultaba grotesco festejar a una industria que había difamado y desfigurado sistemáticamente a los indios norteamericanos en el transcurso de seis décadas».
Desde entonces, la trayectoria de Brando fue muy irregular. Rodó algunas películas bien recibidas por la crítica, como El último tango en París (1972), por la que fue nominado al Óscar. Participó brevemente en otras simplemente por dinero, como Superman (1978); sus honorarios fueron cuatro millones de dólares por un papel de diez minutos (recibió 250 000 dólares por cada día de trabajo). Ganó fama de actor conflictivo y exigente; por ejemplo, en Apocalypse Now (1979), película en la cual interpreta al renegado coronel Kurtz, se negó inicialmente a viajar a Filipinas, a pesar de haber cobrado un adelanto. Cuando el director Francis Ford Coppola logró convencerlo, Brando se presentó con la cabeza rasurada y exageradamente gordo, lo que forzó a grabar sus escenas en medio de sombras. Para la secuela de Superman (Superman II, 1980), Brando había grabado varias escenas regresando a su papel de Jor-El, pero tras el cambio de director de Richard Donner a Richard Lester, Brando exigió subir sus honorarios por el uso de su imagen, lo que provocó que los productores cambiaran sus escenas y su rol por Susannah York. 
Su caracterización como Tomás de Torquemada en Cristóbal Colón: el descubrimiento (1992) fue interesante pero históricamente poco fiel. A pesar de todo, siguió siendo considerado un gran actor, y aún realizó papeles que muestran una sombra de su anterior gloria. Destaca Don Juan DeMarco (1995), donde interpretó a un veterano psiquiatra a punto de retirarse, al que en cuestiones de amor alecciona su último paciente, Johnny Depp, con quien forjó amistad en la vida real. En dicha película tuvo por pareja a Faye Dunaway. 
En 2001, apareció en el corto (videoclip) para la canción You rock my world, de Michael Jackson, como jefe mafioso al estilo de El Padrino.
Entre 2003 y 2004 (poco antes de su muerte y siendo su último trabajo), prestó su voz para interpretar nuevamente a Vito Corleone, en los diálogos adicionales incorporados en el videojuego de El padrino, publicado (debido a varios retrasos) en 2006, significando un rotundo éxito en ventas.
En 2006, gracias a la tecnología, reapareció como Jor-El, el padre de Superman, en la película Superman Returns. Ese mismo año, Richard Donner, director de Superman: The Movie, llevó a cabo un proyecto en que publicó las escenas inéditas de Brando, en su papel de Jor-El, en la película Superman II: The Richard Donner Cut.

## Vida privada

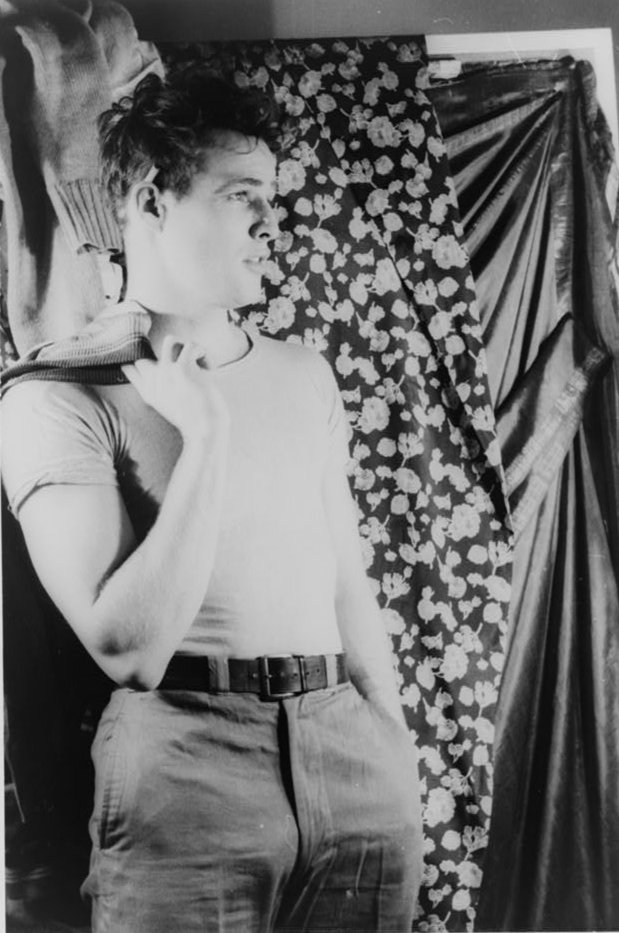
Marlon Brando a los 24 años, en la obra de teatro Un tranvía llamado deseo (1948).

Su vida privada fue tormentosa desde la infancia y ha sido relatada con variable fidelidad en múltiples libros. Se cuenta que su madre era emocionalmente inestable (trastorno bipolar) y que el joven Marlon presenció cómo recibía a múltiples hombres que ocasionalmente la maltrataban. Extraordinariamente buen mozo desde niño, Marlon no asumió bien el efecto que su atractivo masculino causaba en la gente, y algunos testimonios no confirmados apuntan a que optó desde edad temprana por castigarse físicamente y descuidarse como respuesta a su apariencia; aunque también la explotó para conseguir papeles, del mismo modo mantuvo muchas amantes ocasionales y fue el padre de al menos once hijos.
Brando fue expulsado de la Academia Militar de Shattuck a los diecisiete años por mal comportamiento. Tras esto, decidió seguir a su hermana Jocelyn Brando a Nueva York, para estudiar teatro con Stella Adler, quien había recibido clases del director ruso Konstantín Stanislavski.
El temperamento tormentoso de Brando salió a la luz pública cuando se exhibió la terrible relación que sostenía con su dominante e irritante padre, quien nunca le reconoció sus logros actorales, y que fue muy tensa hasta el final de su vida.
Brando estuvo casado en tres ocasiones y tuvo once hijos. Su primer matrimonio, con Anna Kashfi, fue públicamente tormentoso y duró dos años.
El segundo matrimonio fue con Movita Castaneda, pero su relación terminó cuando conoció durante el rodaje del filme a quien sería su tercera esposa, Tarita Teriipia, la mujer tahitiana que interpretó a su compañera en Rebelión a bordo (Mutiny on the Bounty), con quien tuvo dos hijos y estuvo unido diez años. A raíz de esa película, Brando se enamoró también de Tahití y adquirió una pequeña isla en el archipiélago en 1966, donde vivía cuando sus obligaciones profesionales se lo permitían. Con Tarita también tuvo problemas de convivencia, a pesar de los esfuerzos extraordinarios de ella por conservar su matrimonio. Tarita, una vez divorciada en 1972, reveló las intimidades matrimoniales de su fracasado matrimonio denostando a su exesposo públicamente como una persona egocéntrica, egoísta, celosa e infiel. Tras la muerte del actor, Tarita publicó un libro biográfico titulado Brando, mi amor y mi tormento.
Participó en muchas actividades en defensa de la situación de los afroamericanos e indígenas norteamericanos durante los años 60, y en algún momento logró codearse con Richard Nixon y con la familia Kennedy.
Es famoso el episodio que protagonizó en la ceremonia de los Óscar de 1973 al negarse a recoger el premio y enviando en su lugar a la ceremonia a una actriz estadounidense de origen indígena, Sacheen Littlefeather, quien se manifestó en contra del tratamiento que recibía su pueblo en las películas de Hollywood y por los acontecimientos que ocurrían por aquel entonces en Wounded Knee.
En 1976, le dijo a un periodista francés: "La homosexualidad está tan de moda que ya no es noticia. Como muchos hombres, yo también he tenido experiencias homosexuales y no me avergüenzo. Nunca he prestado mucha atención a lo que la gente piensa de mí. Pero si hay alguien que está convencido de que Jack Nicholson y yo somos amantes, que continúe convencido. Me parece divertido".
En 1990, vivió una de sus más grandes tragedias personales. El novio de su hija Cheyenne fue asesinado en la residencia familiar de Mulholland Drive. La situación se convirtió en un circo mediático cuando a Christian (el primogénito nacido de su primer matrimonio) se lo acusó de ser el autor material del homicidio. El episodio marcó profundamente a su entorno familiar: Christian fue obligado a cumplir seis años de prisión y su hija Cheyenne se suicidó cinco años más tarde.
Según una biografía titulada Brando en el ocaso, escrita por Patricia Ruiz, Brando pasó sus últimos años al borde de la indigencia viviendo de su seguro social, se transformó en un ermitaño y vendió sus posesiones en Tahití para poder sobrevivir.
Falleció el 1 de julio del 2004 en Los Ángeles, a los 80 años, a consecuencia de una fibrosis pulmonar.
En 2011, la actriz Maria Schneider declaró que la escena de violación de la película de 1972 El último tango en París fue real y que se realizó fuera de lo establecido en el guion original, por sugerencia del propio Brando. Y que sus lágrimas en la escena fueron reales, hecho confirmado por el director.

## Filmografía

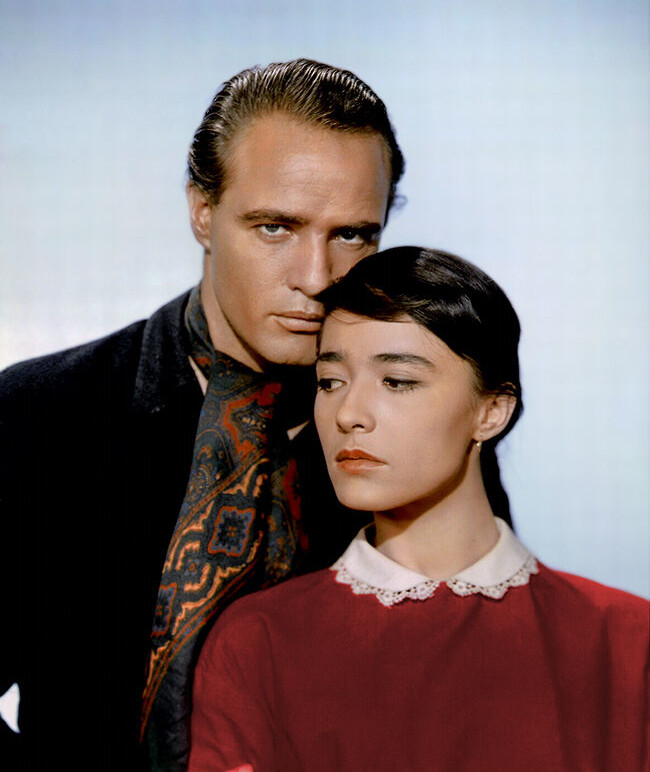
Marlon Brando junto a Pina Pellicer en una foto publicitaria para la película One-Eyed Jacks (1961).

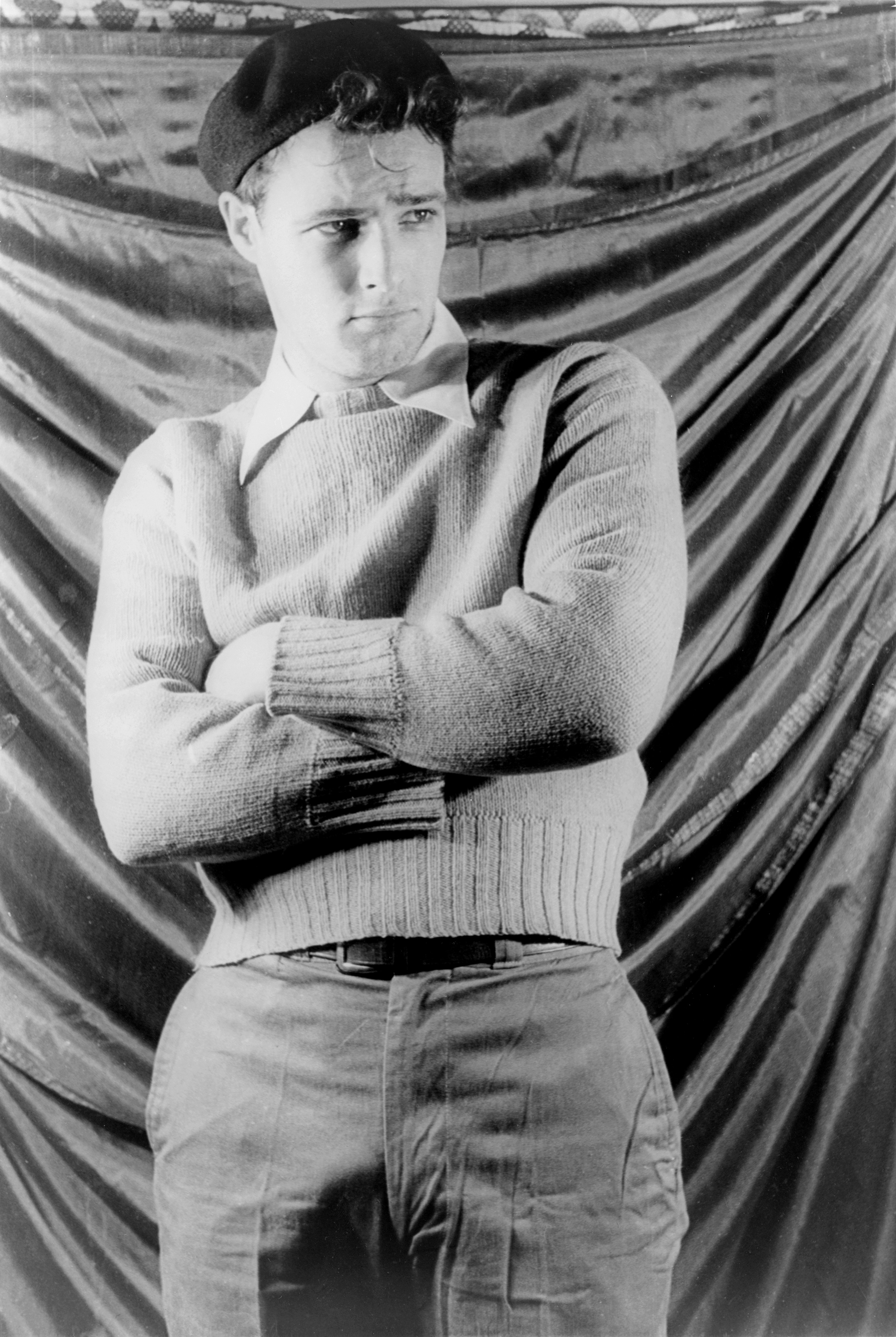
Marlon Brando en la obra de teatro Un tranvía llamado deseo (1948).

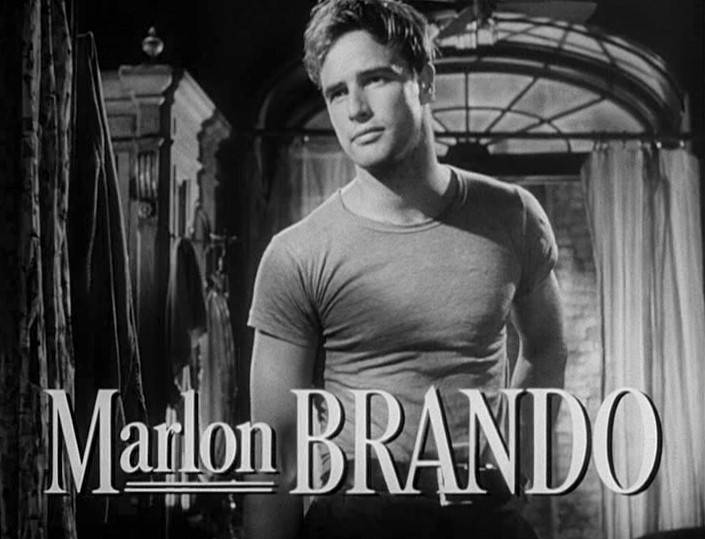
Marlon Brando en el tráiler de la película Un tranvía llamado deseo (1951).

Cine
| Año  | Título                              | Personaje                               |
| ---- | ----------------------------------- | --------------------------------------- |
| 1950 | Hombres                             | Ken                                     |
| 1951 | Un tranvía llamado Deseo            | Stanley Kowalski                        |
| 1952 | ¡Viva Zapata!                       | Emiliano Zapata                         |
| 1953 | Julio César                         | Marco Antonio                           |
| 1953 | The Wild One                        | Johnny Strabler                         |
| 1954 | On the Waterfront                   | Terry Malloy                            |
| 1954 | Desirée                             | Napoleón Bonaparte                      |
| 1955 | Guys and Dolls                      | Sky Masterson                           |
| 1956 | The Teahouse of the August Moon     | Sakini                                  |
| 1957 | Sayonara                            | Oficial Lloyd Gruver                    |
| 1958 | The Young Lions                     | Teniente Christian Diestl               |
| 1960 | Piel de serpiente                   | Valentin Xavier "Piel de serpiente"     |
| 1961 | One-Eyed Jacks                      | Río                                     |
| 1962 | Rebelión a bordo                    | Segundo Fletcher Christian              |
| 1963 | Su Excelencia el embajador          | Embajador Harrison Carter MacWhithe     |
| 1964 | Dos seductores                      | Freddy Benson                           |
| 1965 | Morituri                            | Robert Crain                            |
| 1966 | La jauría humana                    | Calder                                  |
| 1966 | Sierra prohibida                    | Matt Fletcher "Mateo"                   |
| 1967 | A Countess from Hong Kong           | Ogden Mears                             |
| 1967 | Reflejos en un ojo dorado           | Mayor Weldon Perdenton                  |
| 1968 | Candy                               | Grindl                                  |
| 1969 | La noche del día siguiente          | Chauffeur                               |
| 1969 | Queimada                            | Sir William Walker                      |
| 1971 | Los últimos juegos prohibidos       | Peter Quint                             |
| 1972 | El padrino                          | Don Vito Corleone                       |
| 1972 | El último tango en París            | Paul                                    |
| 1976 | Missouri                            | Lee Clayton                             |
| 1977 | El padrino: La novela               | Don Vito Corleone (Serie de televisión) |
| 1978 | Superman: la película               | Jor-El                                  |
| 1979 | Apocalypsis Now                     | Coronel Walter E. Kurtz                 |
| 1980 | La fórmula                          | Adam Steiffel                           |
| 1987 | Una árida estación blanca           | McKenzie                                |
| 1990 | El novato                           | Carmine Sabatini                        |
| 1992 | Cristóbal Colón: El descubrimiento  | Tomás de Torquemada                     |
| 1995 | Don Juan DeMarco                    | Doctor Jack Mikler                      |
| 1996 | La isla del doctor Moreau           | Doctor Moreau                           |
| 1997 | The Brave                           | McCarthy                                |
| 1998 | Asalta como puedas                  | El sueco                                |
| 2001 | You Rock My World                   | Boss (Video musical de Michael Jackson  |
| 2001 | Un golpe maestro                    | Max                                     |
| 2006 | Superman II: The Richard Donner Cut | Jor-El (Video Archivo)                  |
| 2006 | Superman Returns                    | Jor-El (Video Archivo)                  |

## Premios y distinciones

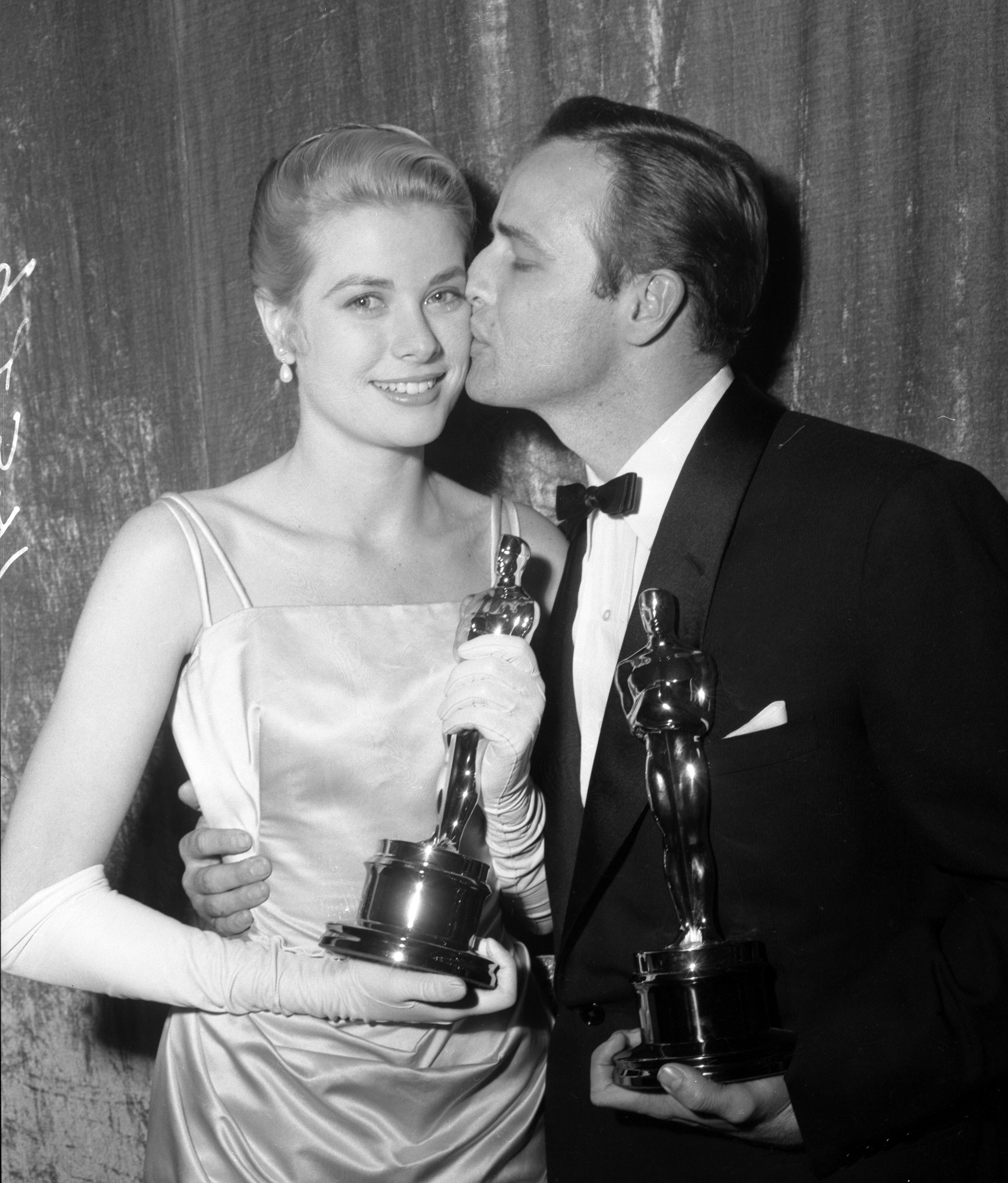
Grace Kelly y Marlon Brando en los Premios de la Academia de 1955.

Premios Óscar
| Año  | Categoría              | Película                  | Resultado |
| ---- | ---------------------- | ------------------------- | --------- |
| 1952 | Mejor actor            | Un tranvía llamado Deseo  | Nominado  |
| 1953 | Mejor actor            | ¡Viva Zapata!             | Nominado  |
| 1954 | Mejor actor            | Julio César               | Nominado  |
| 1955 | Mejor actor            | On the Waterfront         | Ganador   |
| 1958 | Mejor actor            | Sayonara                  | Nominado  |
| 1973 | Mejor actor            | El padrino                | Ganador   |
| 1974 | Mejor actor            | El último tango en París  | Nominado  |
| 1990 | Mejor actor de reparto | Una árida estación blanca | Nominado  |

Premios Globo de Oro
| Año  | Categoría                       | Película                        | Resultado |
| ---- | ------------------------------- | ------------------------------- | --------- |
| 1954 | Mejor actor - Drama             | On the Waterfront               | Ganador   |
| 1957 | Mejor actor - Comedia o musical | The Teahouse of the August Moon | Nominado  |
| 1958 | Mejor actor - Drama             | Sayonara                        | Nominado  |
| 1964 | Mejor actor - Drama             | The Ugly American               | Nominado  |
| 1972 | Mejor actor - Drama             | El padrino                      | Ganador   |
| 1990 | Mejor actor de reparto          | Una árida estación blanca       | Nominado  |

Premios BAFTA
| Año  | Categoría              | Película                  | Resultado |
| ---- | ---------------------- | ------------------------- | --------- |
| 1953 | Mejor actor extranjero | ¡Viva Zapata!             | Ganador   |
| 1954 | Mejor actor extranjero | Julio César               | Ganador   |
| 1955 | Mejor actor extranjero | On the Waterfront         | Ganador   |
| 1958 | Mejor actor            | The Young Lions           | Nominado  |
| 1972 | Mejor actor            | The Nightcomers           | Nominado  |
| 1973 | Mejor actor            | El padrino                | Nominado  |
| 1974 | Mejor actor            | El último tango en París  | Nominado  |
| 1990 | Mejor actor de reparto | Una árida estación blanca | Nominado  |

Festival Internacional de Cine de Cannes
| Año  | Categoría   | Película      | Resultado |
| ---- | ----------- | ------------- | --------- |
| 1952 | Mejor actor | ¡Viva Zapata! | Ganador   |

Festival de Tokio
| Año  | Categoría   | Película                  | Resultado |
| ---- | ----------- | ------------------------- | --------- |
| 1989 | Mejor actor | Una árida estación blanca | Ganador   |

Festival Internacional de Cine de San Sebastián
| Año  | Categoría                         | Película               | Resultado |
| ---- | --------------------------------- | ---------------------- | --------- |
| 1961 | Concha de Oro a la mejor película | El rostro impenetrable | Ganador   |